# Liste der Einträge im National Register of Historic Places im Campbell County (Tennessee)

Lage des Campbell Countys in Tennessee

Die Liste der Einträge im National Register of Historic Places im Campbell County in Tennessee führt die Bauwerke und historischen Stätten im Campbell County auf, die in das National Register of Historic Places aufgenommen wurden.

## Legende
| NRHP | Historic Place    |
| HD   | Historic District |

## Aktuelle Einträge
| [ 2 ] | Name                                     | Bild                                     | Eintragsdatum        | Lage                                                    | Ort                         | Beschreibung                                                                                      |
| ----- | ---------------------------------------- | ---------------------------------------- | -------------------- | ------------------------------------------------------- | --------------------------- | ------------------------------------------------------------------------------------------------- |
| 1     | Jellico Commercial Historic District     | Jellico Commercial Historic District     | 1999 ID-Nr. 99001344 | North und South Main Street 36° 35′ 15″ N, 84° 7′ 44″ W | Jellico                     | 30 in verschiedenen Baustilen errichtete Geschäftshäuser im Stadtzentrum                          |
| 2     | Kincaid-Howard House                     | Kincaid-Howard House                     | 1976 ID-Nr. 76001766 | TN 63 36° 24′ 32″ N, 84° 3′ 4″ W                        | Fincastle                   | 1845 im Federal Style errichtetes Wohnhaus                                                        |
| 3     | LaFollette House                         | LaFollette House                         | 1975 ID-Nr. 75001736 | Indiana Avenue 36° 23′ 1″ N, 84° 7′ 6″ W                | La Follette                 | 1892 im viktorianischen Stil errichtetes Wohnhaus; heute Hotel                                    |
| 4     | A.E. Perkins House                       | A.E. Perkins House                       | 1997 ID-Nr. 97001529 | 130 Valley Street 36° 19′ 55″ N, 84° 10′ 50″ W          | Jacksboro                   | 1930 im Colonial Revival genannten Baustil errichtetes Wohnhaus                                   |
| 5     | Smith-Little-Mars House                  | Smith-Little-Mars House                  | 1976 ID-Nr. 76001767 | TN 63 36° 26′ 41″ N, 83° 55′ 45″ W                      | nordöstlich von La Follette | 1840 im viktorianischen Stil errichtetes Wohnhaus                                                 |
| 6     | U.S. Post Office and Mine Rescue Station | U.S. Post Office and Mine Rescue Station | 1984 ID-Nr. 84003467 | Main Street Ecke 2nd Street 36° 35′ 23″ N, 84° 7′ 34″ W | Jellico                     | 1915 im Beaux-Arts-Stil errichtetes Gebäude für örtliche Bundesbehörden (Bergbaubehörde und Post) |